# فراپه

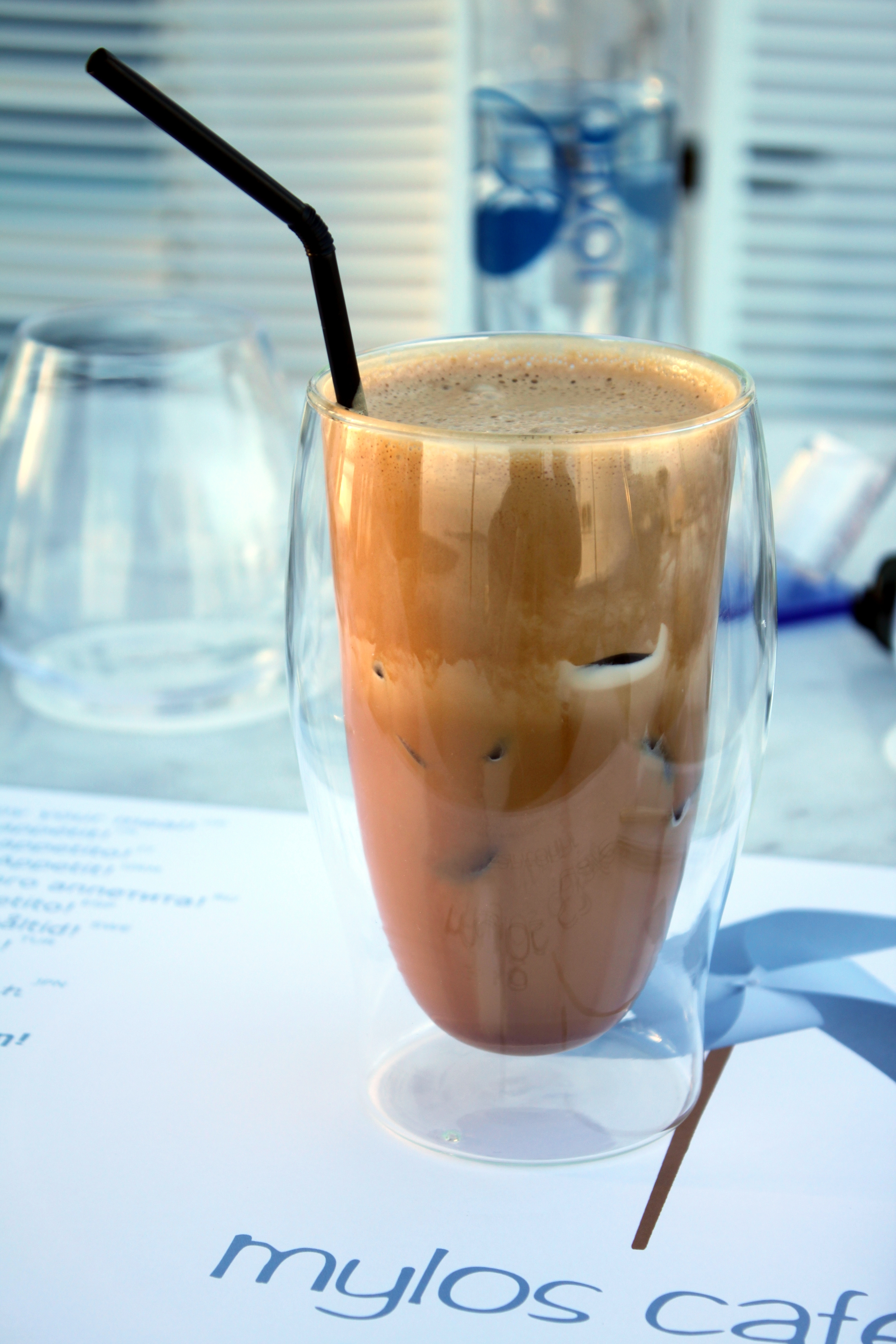
لیوانی فراپه

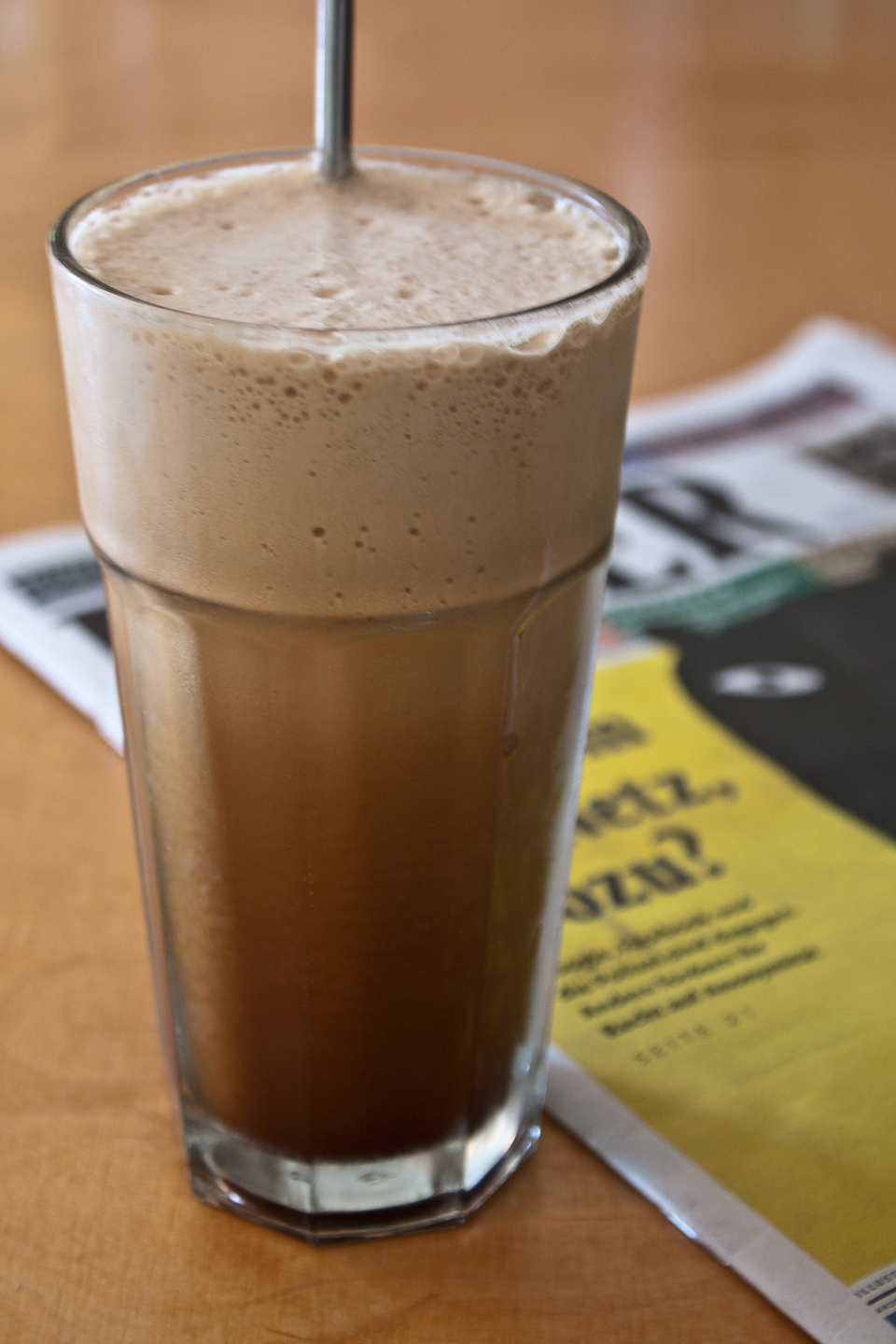
فراپه با شیر

فراپه گونه‌ای یخ‌قهوهٔ کف‌دار است که همچنین با نام‌های کافه فراپه و فراپهٔ یونانی شناخته می‌شود. این نوشیدنی در سال ۱۹۵۷ در شهر تسالونیکی یونان نوآفرینی شد.
در قبرس و یونان این نوشیدنی در میان جوانان و گردشگران خواهان بسیاری دارد. البته امروزه آوازهٔ آن به کشورهای دیگر هم گسترش یافته است.
واژهٔ فراپه فرانسوی بوده و از فعل «frapper» به معنی «ضربه‌زدن» می‌آید، ولی در هنگام سخن‌گفتن از نوشیدنی‌ها به معنی «سرد کردن» است.
درست‌کردن فراپه می‌تواند با میکسر یا شیکر انجام شود. برای فرآوری آن، یک یا دو قاشق غذاخوری گرد قهوه و شکر را بیشتر در لیوانی بلند گذاشته و برای سرشته شدن اندکی آب به آن می‌ریزند. سپس تکه‌های یخ یا آب سرد (و همچنین آزادانه شیر) را به آن می‌افزایند. لیوان فراپه با نی سرو می‌شود.